# Dariusz Filipczak
Dariusz Filipczak (ur. 13 lutego 1974 w Świdnicy) – polski piłkarz, występujący na pozycji pomocnika.

## Kariera
Karierę zaczynał w Polonii Świdnica, następnie przeniósł się do austriackiego VSV Wenden, po roku wrócił do Polski, gdzie grał jeszcze w takich klubach jak: Górnik Wałbrzych, Śląsk Wrocław, Czarni Żagań, potem przeniósł się do austriackiego SV Gottsdorf- Marbach-Persenbeug, później grał w  ŁKS Łódź, RKS Radomsko, Śląsk Wrocław, Polar Wrocław, Odra Opole, Polonia/Sparta Świdnica, SV Jauerling, Grom Witków, a ostatnio w klubie Polonia/Sparta Świdnica.